# Franz John (Fußballspieler)
Franz Adolf Louis John (* 28. September 1872 in Pritzwalk; † 17. November 1952 in Berlin) war ein deutscher Fußballfunktionär und Fotograf. Er war am 27. Februar 1900 einer der Hauptinitiatoren der Gründung des FC Bayern München und von 1900 bis 1903 dessen erster Präsident.

## Leben und Wirken
John wurde als Sohn des Postsekretärs Friedrich Wilhelm John und dessen Frau Ida (geborene Siepermann) im nordbrandenburgischen Pritzwalk geboren. Mit seinen Eltern kam er zunächst in die am Rande Berlins gelegene Dorfgemeinde Pankow, wo er sich 11-jährig der Fußballmannschaft des VfB Pankow anschloss. Im Verein machte er die Bekanntschaft mit Gustav Manning, dem späteren Schriftführer des DFB, der John maßgeblich bei der Integration des Münchener Fußballs in den DFB unterstützen sollte. Nach einer Ausbildung zum Fotografen in Jena zog es ihn schließlich nach München, wo er sich im Stadtteil Schwabing niederließ und Mitglied der Fußballabteilung des MTV München von 1879 wurde.
Im Streit um den Beitritt zum Verband Süddeutscher Fußball-Vereine (SFV), dem die von Turnern dominierte Vorstandschaft des MTV München 1879 ablehnend gegenüberstand, verließ er am 27. Februar 1900 mit zehn weiteren Fußballspielern unter Protest die Hauptversammlung des Vereins und zog mit ihnen in die Gaststätte Gisela ein. Dort beschlossen und vollzogen sie die Gründung des Münchener Fußballklub “Bayern”, womit sie sich vom Stammverein loslösten; ihn wählten sie zu ihrem ersten Präsidenten.
Unter seiner Führung entwickelte sich der Verein binnen kürzester Zeit zur stärksten Kraft im Münchener Fußball. Noch im Gründungsjahr trat der FC Bayern München dem SFV bei und rief eine eigene Jugendabteilung ins Leben. 1901 qualifizierte er sich mit der Mannschaft erstmals für das Halbfinale um die Süddeutsche Meisterschaft. Mit der Überlassung eines Grundstücks an der Schwabinger Clemensstraße konnten anderthalb Jahre nach der Gründung auch die Platzprobleme gelöst werden.
1903 verließ er den FC Bayern München. Sein Nachfolger im Amt des Präsidenten wurde der niederländische Spielmacher der Mannschaft Willem Hesselink. 1904 kehrte John nach Pankow zurück und erwarb dort ein Fotolabor. Später engagierte er sich auch wieder bei seinem Stammverein VfB Pankow und übernahm auch dort für zwei Jahre das Präsidentenamt. Obwohl Johns Kontakte nach München nahezu abgebrochen waren, wurde er anlässlich des 25-jährigen Bestehens des FC Bayern München zum Ehrenvorsitzenden des Vereins gewählt; 1936 erhielt er die Goldene Ehrennadel.
Er starb vereinsamt am 17. November 1952 im Alter von 80 Jahren in Pankow; seine Spuren hatten sich verloren. Der Berliner Journalist Hans-Joachim Rechenberg spürte das vergessene Grab in Fürstenwalde auf. Fans des FCB forderten dann die Wiederherstellung des Grabes nach Beendigung der Laufzeit der Grabstelle. Anlässlich des 100. Jahrestages seiner Gründung ließ der FC Bayern München auf dem verfallenen Grab Johns einen Grabstein aufstellen, der an seine Verdienste um den Verein erinnert.

## Sonstiges
Franz John war ebenfalls Gründer des Bayerischen Schiedsrichterkollegiums.